# Ingelis Gnutzmann

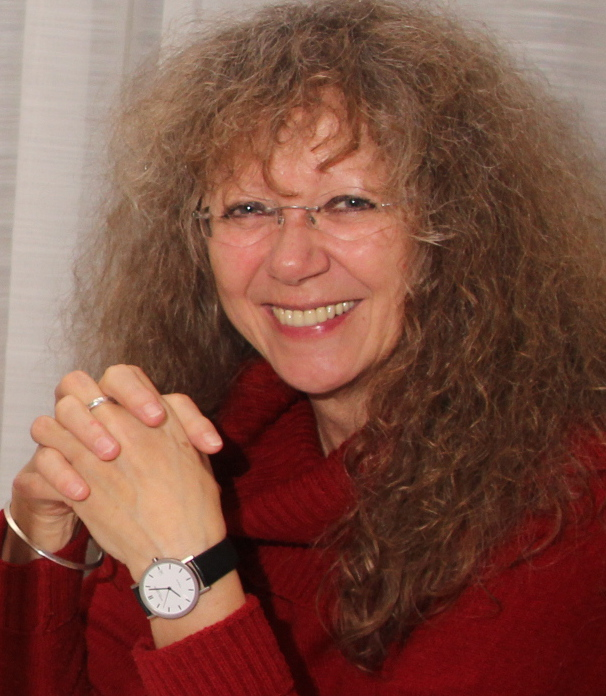
Ingelis Gnutzmann

Ingelis Gnutzmann (* 21. Oktober 1953 in Flensburg) ist eine deutsche Fernseh-Journalistin, Moderatorin und Filmemacherin.

## Leben
Ingelis Gnutzmann wuchs in sechs verschiedenen Städten auf, u. a. lebte sie vier Jahre in Washington D.C., wo sie auch einen Teil ihrer Schulzeit verbrachte. Nach dem Abitur studierte sie in Münster Publizistik und Germanistik, später auch Französisch, Spanisch, allgemeine und vergleichende Sprachwissenschaften mit dem Abschluss Erstes Staatsexamen.
Ihre journalistische Laufbahn begann 1982 mit einem Volontariat bei der Münsterschen Zeitung in Münster und anschließender Festanstellung als Redakteurin im Lokalen. 1984 wechselte sie zum Fernsehen. Sie zog nach Frankfurt am Main und begann als freie Mitarbeiterin beim Hessischen Rundfunk im Programmbereich Politik und Zeitgeschehen. Hier verfasste sie Magazinbeiträge, später auch Dokumentationen und übernahm sowohl Redaktion als auch Präsentation der Regionalnachrichten in der hessenschau.
1990 erhielt sie von RTL plus das Angebot, als Nachrichtenredakteurin und -moderatorin in der Zentrale in Köln zu arbeiten. Sie moderierte u. a. neben Peter Kloeppel und Hans Meiser die Hauptnachrichten für den Bereich Ausland und gestaltete Sondersendungen zum Golfkrieg 1991. 1993 verließ sie RTL plus und ging zu Vox, wo sie außer in der Nachrichtenredaktion und -präsentation auch wieder als Autorin von Filmbeiträgen tätig war.
Ein Jahr später kehrte sie zurück zum öffentlich-rechtlichen Fernsehen und begann als freie Journalistin beim WDR, zunächst in der Redaktion Tagesschau und Tagesthemen, später für ZAK mit dem Moderator Friedrich Küppersbusch und anschließend für den „Bericht aus Bonn“. 1998 bot ihr der langjährige Leiter von „Monitor“, Klaus Bednarz, die regelmäßige Mitarbeit für seine Sendung an. Ingelis Gnutzmann wirkte außerdem an politischen Sondersendungen mit und drehte Dokumentationen im In- und Ausland.
Ihre thematischen Schwerpunkte: Der Irak-Krieg und die Folgen, Flucht und Vertreibung, deutsche Asylpolitik, Gleichstellung der Frauen, Demokratie- und Sozialabbau.
Ingelis Gnutzmann ist verheiratet mit dem Autor, Liedermacher und Kabarettisten Ekkes Frank. Sie lebt in Köln und in Italien.

## Filmografie (Auswahl)
- 1985: Kein Grund zum Feiern – Ketzerisches zum Jahr der Jugend (HR, Gnutzmann/Ekkes Frank/Wolf Lindner/Sabine Rieden)
- 1986: Am Ende der Geduld – Frauen fordern Quotierung (HR, Gnutzmann/Schneider)
- 1988: Ein Mann, eine Frau – Menschen ohne Wohnung (HR)
- 1995: Eine Stadt bricht ihr Schweigen – Der Massenselbstmord von Demmin (WDR)
- 1996: Ein abschreckender Erfolg – das neue Asylrecht vor dem Kadi (WDR/ARD, Gnutzmann/Monheim)
- 1997: Das Ende kann ein Anfang sein – Frauen in Armut (WDR)
- 2002: Besuch beim Feind – eine Reise durch den Irak (WDR)
- 2003: Wer zum Schwert greift – die Christen und der Krieg (WDR/ARD, Gnutzmann u. a.)
- 2004: Gebrochene Helden – US-Soldaten nach den Kriegen im Irak (WDR/ARD)
- 2007: Lieber sterben als zurück – Massenflucht aus dem Irak (WDR)

## Auszeichnungen
Für die Dokumentation „Ein abschreckender Erfolg – das neue Asylrecht vor dem Kadi“ erhielt Ingelis Gnutzmann 1997 den Pressepreis des deutschen Anwaltvereins.

## Schriften
- Kölner Zeitung für sozialistische Politik vom 4. April 2003 Redebeitrag auf Kundgebung gegen den Irak-Krieg
- Ossietzky 1. Mai 2004 "Ein Foto mit General Schwarzkopf"
- Ossietzky 8. März 2008 "Millionen Irakis auf der Flucht"
- Linksnet 10. März 2008 Millionen Irakis auf der Flucht"[1]